# Andile Jali
Andile Ernest Jali (Matatiele, 10 de abril de 1990) é um futebolista sul-africano que atua como meia-campista do Swallows. Destacou-se em suas passagens pelos clubes Orlando Pirates e Mamelodi Sundowns, nos quais conquistou um total de sete títulos da Premier Soccer League (PSL). Ele também representou a Seleção Sul-Africana na Copa Africana de Nações em 2015.

## Carreira
Andile Jali iniciou sua carreira no University of Pretoria em 2007, onde atuou por duas temporadas, disputando 29 partidas e marcando um gol. Aos dezenove anos, transferiu-se para o Orlando Pirates, clube pelo qual, sob o comando de Ruud Krol, conquistou três competições em um único ano, um feito histórico no futebol sul-africano.
Entre os principais títulos de Jali pelo clube de Joanesburgo, destacam-se o bicampeonato da PSL e as vitórias da Copa da África do Sul e da Copa da Liga Sul-Africana, ambas em 2011. Devido às suas boas performances, foi comparado a Benedict Vilakazi e teve seu nome mencionado em especulações de transferências para clubes na Alemanha e na Inglaterra. Jali foi reconhecido como uma das promessas do futebol sul-africano.
Em 2014, Andile Jali transferiu-se para o KV Oostende, da Bélgica, onde participou de um total de 103 partidas e marcou um gol. Devido ao seu tempo limitado em campo, rescindiu o contrato com o clube belga e mudou-se para o Mamelodi Sundowns em 2018. Na sua primeira temporada pelo Sundowns, seu desempenho foi significativamente abaixo do esperado, participando apenas de 11 jogos. Ao final da temporada, houve especulações sobre sua possível saída do clube, porém optou por permanecer, cumprindo cinco anos de contrato. Ele participou de 142 partidas e conquistou cinco títulos da PSL, estabelecendo-se como um dos jogadores mais bem-sucedidos na história da liga.

### Seleção Sul-Africana
Jali foi membro da Seleção Sul-Africana na Copa do Mundo Sub-20 de 2009. No ano seguinte, estreou pela seleção principal e foi incluído na lista preliminar de convocados para a Copa do Mundo. No entanto, não pôde participar devido a uma condição cardíaca. Cinco anos depois, em 2015, foi convocado para a Copa Africana de Nações, onde jogou nas partidas contra Argélia, Gana e Senegal.

## Títulos
Orlando Pirates
- Premier Soccer League: 2010–11[10] e 2011–12[10]
- Copa da África do Sul: 2011[10]
- Copa da Liga Sul-Africana: 2011[10]
- Taça MTN 8: 2010[10] e 2011[10]

Mamelodi Sundowns
- Premier Soccer League: 2018–2019,[10] 2019–2020,[10] 2020–2021,[10] 2021–2022[10] e 2022–2023[10]
- Copa da África do Sul: 2020[10] e 2022[10]
- Copa da Liga Sul-Africana: 2019[10]
- Taça MTN 8: 2021[10]